# King Mongkut’s University of Technology North Bangkok
King Mongkut’s University of Technology North Bangkok (KMUTNB) (thailändisch มหาวิทยาลัยเทคโนโลยีพระจอมเกล้าพระนครเหนือ) ist eine öffentliche Universität in Thailand. Sie unterhält drei Campus – einen in Nord-Bangkok, einen in der Provinz Prachinburi und einen in der Provinz Rayong (Campus befindet sich im Bau).

## Geschichte
- Die Institution wurde 1959 als Kooperation zwischen der thailändischen Regierung und der Bundesrepublik Deutschland gegründet als „Thai-German Technical School“.
- 1964 wurde die Schule zum „North Bangkok Technical College“ hochgestuft.
- 1971 ging das College zusammen mit dem Thonburi Technical College und dem Telecommunication College Nonthaburi zusammen. Die neue Institution bildete den Campus des „King Mongkut’s Institute of Technology“ in Nord-Bangkok.
- 1974 wurden drei neue Fakultäten etabliert
- 1986 spaltete sich das King Mongkut’s Institute of Technology auf in drei autonome Universitäten.
  - King Mongkut’s Institute of Technology Lat Krabang
  - King Mongkut’s Institute of Technology Thonburi
  - King Mongkut’s Institute of Technology North Bangkok
- 1995 erwarb das KMITNB Land in der Provinz Prachinburi für einen neuen Campus, „KMITNB Prachinburi“.
- 2007 wurde das Institut in den Rang einer Universität hochgestuft. Der Name wurde dabei geändert zu „King Mongkut’s University of Technology North Bangkok“ (KMUTNB).[5]

### Symbole
Die Universitätsfarbe ist Vermillion (auch:Zinnoberrot), der Universitätsbaum ist der Pterocarpus macrocarpus (Thai: Pradoo)

## Allgemeines und Lage
Der Campus Nord-Bangkok King Mongkut’s University of Technology liegt im Stadtteil Bangsue an der, nicht weit von der
Rajamangala University of Technology Phra Nakhon. Die Fläche des Universitätsgeländes beträgt 13 Hektar. Auf dem Gelände befinden sich 13 akademische Gebäude, 5 Workshops und 9 weitere Gebäude.
Der Prachinburi Campus befindet sich auf einem 197 Hektar großen Gelände mit acht akademischen Gebäuden.
Die King Mongkut’s University of Technology North Bangkok bietet Bachelor- und Masterprogramme sowie Promotionsstudien an.
Vorsitzender des Hochschulrates der Universität ist Kasem Suwannagul, Präsident ist Teravuti Boonyasopon.

## Akademische Einrichtungen
Die Universität hat acht Fakultäten und ein College:
- Fakultät für Ingenieurwissenschaften. Die Fakultät besteht aus 9 Fachbereichen, die 15 Bachelor Programme, 10 Master Programme und 8 Promotionsstudien anbieten. Die Fakultät unterhält Beziehungen mit verschiedenen Hochschulen weltweit, unter anderem mit der Hochschule Bremerhaven und der Fachhochschule Südwestfalen[10]

1. Fachbereich Materials and Production Technology Engineering
2. Fachbereich Chemical Engineering
3. Fachbereich Civil Engineering
4. Fachbereich Electrical Engineering
5. Fachbereich Industrial Engineering
6. Fachbereich Materials Handling Engineering
7. Fachbereich Mechanical Engineering
8. Fachbereich Instrumentation and Electronic Engineering

- Fakultät für Technische Erziehungswissenschaften[11]

1. Fachbereich Computer Education
2. Fachbereich Teacher Training in Civil Engineering
3. Fachbereich Teacher Training in Electrical Engineering
4. Fachbereich Teacher Training in Mechanical Engineering
5. Fachbereich Technical Education Management
6. Fachbereich Technological Education

- Fakultät für Industrietechnik und Management. Die Fakultät unterhält Beziehungen zur Technischen Universität Chemnitz[12]

1. Fachbereich Agricultural Machinery Technology
2. Fachbereich Construction Management
3. Fachbereich Industrial Management
4. Fachbereich Information Technology

- Fakultät für Angewandte Wissenschaft. Die Fakultät besteht aus 7 Fachbereichen, die 14 Bachelor Programme, 8 Master Programme und 2 Promotionsstudien anbieten. Die Fakultät unterhält Beziehungen mit verschiedenen Hochschulen weltweit, unter anderem mit der Hochschule Landshut und der FernUni Hagen[13]

1. Fachbereich Agro-Industrial Technology
2. Fachbereich Applied Statistics
3. Fachbereich Computer and Information Science
4. Fachbereich Industrial Chemistry
5. Fachbereich Industrial Physics and Medial Instrumentation
6. Fachbereich Mathematics
7. Fachbereich Industrial Electrical Technology
8. Fachbereich Materials Handling Technology
9. Fachbereich Production Technology

- Fakultät für Architektur und Design[14]

1. Fachbereich Industrial Art Technology
2. Fachbereich Architecture and Design

- Fakultät für Agrarwissenschaft[15]

1. Fachbereich Technology and Management
2. Fachbereich Product Development

- College für Industrietechnik

1. Fachbereich Mechanics Engineering Technology
2. Fachbereich Electrical Engineering Technology
3. Fachbereich Civil and Environment Engineering Technology
4. Fachbereich Social and Applied Science
5. Fachbereich Industrial Engineering Technology
6. Fachbereich Machine Engineering Technology
7. Fachbereich Electronics Technology
8. Fachbereich Information and Production Technology
9. Fachbereich Welding Engineering Technology

- Fakultät für Angewandte Kunst. Die Fakultät besteht aus 3 Fachbereichen, die 4 Master Programme und 2 Promotionsstudien anbieten.[16]

1. Fachbereich Languages
2. Fachbereich Humanities
3. Fachbereich Social Sciences

- Fakultät für Informationstechnologie[17]

1. Fachbereich Information Technology
2. Fachbereich Information Technology Management

## Ranking
Im QS World University Ranking 2013 zählte die KMUTB zu den führenden Institutionen Thailands in der Fächergruppe Ingenieurwissenschaften. In den Kategorien Informatik sowie Maschinenbau, Luftfahrtingenieurwesen und Fertigungstechnik belegte sie den zweiten Platz.